# Isla Cardona
Isla Cardona est une petite île inhabitée située à 1,30 mille marin au sud de la côte continentale de Porto Rico, en face de la municipalité de Ponce, du côté ouest de l’entrée du port. 
Avec Caja de Muertos, Gatas, Morrillito, Ratones, Isla del Frío et Isla de Jueyes , Cardona est l'une des sept îles attribuées à la commune de Ponce.  L'île a acquis une notoriété en 2010 lorsque la Société des oiseaux de Porto Rico en a fait une cible pour l'éradication du rat noir.
La petite île est considérée comme faisant partie du barrio Playa. Il abrite le phare de Cardona de 1889, inscrit au registre national des lieux historiques des États-Unis. depuis le 22 octobre 1981.
|          |
| Le phare |

|              |
| Isla Cardona |